# آدم براون (كاتب أسترالي)
آدم براون (بالإنجليزية: Adam Browne)‏ هو كاتب خيال علمي وكاتب أسترالي، ولد في 1963.